# Llugaj
Llugaj là một xã trong quận Tropojë thuộc hạt Kukës, Albania. Dân số năm 2005 là 2421 người.